# سونيا ديفيل
داريا راي بيريناتو (بالإنجليزية: Sonya Deville)‏ (ولدت في 24 سبتمبر 1993) هي مصارعة أمريكية محترفة وفنانة قتال مختلطة سابقة. وقد وقعت مع دبليو دبليو إي تحت اسم سونيا ديفيل، وهي تصارع في عرض سماكداون.
كانت بيريناتو أحد المتسابقين في موسم 2015 من WWE Tough Enough (قوي كفاية)، وكانت في المركز الحادي عشر. في أكتوبر 2015، وقعت عقدًا مع دبليو دبليو إي وتم تعيينها في مركز أداء WWE في أورلاندو، فلوريدا.

## النشأة
ولدت بيريناتو في بلدة شامونغ بولاية نيو جيرسي لوالدين إيطاليين. التحقت بمدرسة سينيكا الثانوية في تابيرناك، نيو جيرسي. في سن ال 16، بدأت التدريب والتنافس في فنون القتال المختلطة.

## احتراف المصارعة

### (قوي كفاية) وإن أكس تي (2015-2017)
في يونيو 2015، كانت بيريناتو واحدًا من ثلاثة عشر متأهلاً للتصفيات النهائية للموسم السادس من مسابقة WWE Tough Enough. كانت المنافس الثالث الذي أقصي من المنافسة.
في أكتوبر 2015، وقعت ديفيل عقدًا مع WWE وتم تعيينها لعلامتها التجارية التطويرية NXT لبدء تدريبها. ظهرت لأول مرة في حلقة يوم 30 ديسمبر خلال حدث محلي ضد نايا جاكس، والتي خسرتها. ظهرت بيريناتو لأول مرة في علي التلفاز وظهرت لأول مرة في حدث مباسر تحت اسمها الحقيقي في حلقة 17 أغسطس من NXT ، حيث شاركت في مباراة فرق من ست نساء مع ماندي روز، وأليكسا بليس، حيث خسروا أمام كارميلا وليف مورجان ونيكي كروس. عادت بيريناتو إلى التلفزيون في حلقة NXT في 23 نوفمبر في مباراة أخرى للفريق المكون من ست نساء مع بيتن رويس وبيلي كاي، حيث خسروا أمام الاهياه وإمبر مون وليف مورجان في حلقة 21 ديسمبر من NXT ، تنافست ديفيل في أول مباراة فردية لها متلفزة، حيث هزمتها بيلي كاي بسبب إلهائها من قبل بيتن رويس.
عادت سونيا في 3 مايو 2017، حلقة من NXT تحت اسم جديد وهو سونيا ديفيل، شاركت في مباراة باتل رويال لبطولة سيدات ان اكس تي ضد اسكا، لكن تم اقصاءها من قبل بيتن رويس وبيلي كاي بعد ذلك، بدأت ديفيل سلسلة انتصارات متتالية، هزمت لاسي إيفانز، راشيل إيفرس، جينا فان بيمل، وزيدا. بعد فترة توقف قصيرة أخرى، عادت ديفيل في حلقة 18 أكتوبر من NXT ، حيث شاركت في مباراة التهديد الثلاثي ضد روبي ريوت وإمبر مون للحصول على مكان في المباراة الرباعية علي لقب سيدات ان اكس تي في عرض NXT TakeOver: WarGames في 18 نوفمبر، والتي فاز بها امبر مون. في 22 نوفمبر من NXT ، هزمت ديفيل من قبل روبي ريوت. تمت إعادة مباراة في حلقة 6 ديسمبر من NXT .وفي حلقة 27 ديسمبر واجهت سونيا إمبر مون علي لقب السيدات لكنها خسرت.

## التحالف معماندي روز(2017-الآن)
كان أول ظهور لها كان برفقة ماندي روز والعائدة من الإصابة بايج في 20 نوفمبر 2017، عندما هاجمن ساشا بانكس وبايلي وميكي جيمس وأليكسا بليس وبعد أسبوع، تم الكشف عن اسم الثلاثي باعتباره أبسولشن. كانت أول مباراة لها متلفزة على القائمة الرئيسية في عرض تحية الي القوات في 19 ديسمبر، حيث هزمن ساشا بانكس وميكي جيمس وبايلي. في حلقة 16 يناير من رو، هزمت ديفيل ساشا بانكس. في حلقة الذكرى الخامسة والعشرين لعرض رو، هزمت ديفيل وماندي روز وأليشا فوكس ونايا جاكس من قبل ساشا بانكس وبايلي وميكي جيمس واسكا. في عرض رويال رامبل، دخلت ديفيل أول مباراة ملكيّة للنساء رقم 10. واقصت توري ويلسون قبل أن تقص من قبل ميشيل مكول. في غرفة الاقصاء، شاركت ديفيل في أول مباراة في غرفة القضاء النسائية، وكانت ثاني امرأة تم إقصاءها من قبل ميكي جيمس.
في أبريل 2018، اعتزلت بايج بسبب إصابات الرقبة وأصبحت المدير العام لسماكدوان. خلال تبادل النجمو السنوي بين العرضين، تمت اختيار ماندي روز وسونيا ديفيل لعرض سماكداون، لكن بايج أعلنت أنهن لن تتلقين معاملة خاصة.

## وسائل الاعلام الاخري
شارك ديفيل في عرض UFC علي قناة (AfterBuzz) علي موقع يوتيوب.

## الحياة الشخصية
ديفيل هي أول إمراة مثلية الجنسية في WWE.

## وصلات خارجية
- سونيا ديفيل على موقع IMDb (الإنجليزية)
- سونيا ديفيل على موقع ميوزك برينز (الإنجليزية)
- سونيا ديفيل على موقع قاعدة بيانات الفيلم (الإنجليزية)
- سونيا ديفيل على موقع شيردوغ (الإنجليزية)
- سونيا ديفيل على موقع دبليو دبليو إي (الإنجليزية)
- سونيا ديفيل على موقع WrestlingData.com (الإنجليزية)
- سونيا ديفيل على موقع CageMatch worker (الإنجليزية)
- سونيا ديفيل على موقع قاعدة بيانات المصارعة على الإنترنت (الإنجليزية)
- سونيا ديفيل على موقع عالم المصارعة على الإنترنت (الإنجليزية)
- سونيا ديفيل على موقع عالم المصارعة على الإنترنت (الإنجليزية)
- ـ سونيا ديفيل في موقع WWe
- ـ سونيا ديفيل في موقع التعريف بالمصارعين